# ساوثلاند شاركز
ساوثلاند شاركز (بالإنجليزية: Southland Sharks)‏ هو فريق كرة سلة نيوزلندي تأسس في سنة 2010 يقع مقره في إنفركارجل، نيوزيلندا. يلعب في الدوري النيوزيلندي لكرة السلة حيث فاز به مرتين (2013، 2015).

## وصلات خارجية
- الموقع الرسمي